# 輸入細動脈

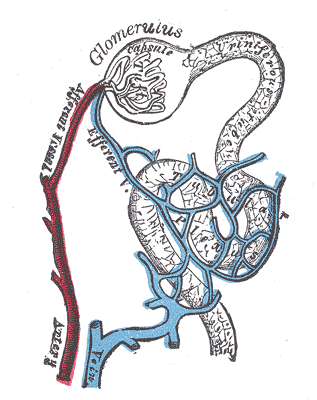
腎皮質での血管。図の赤い管が輸入細動脈、青い管が輸出細動脈である。

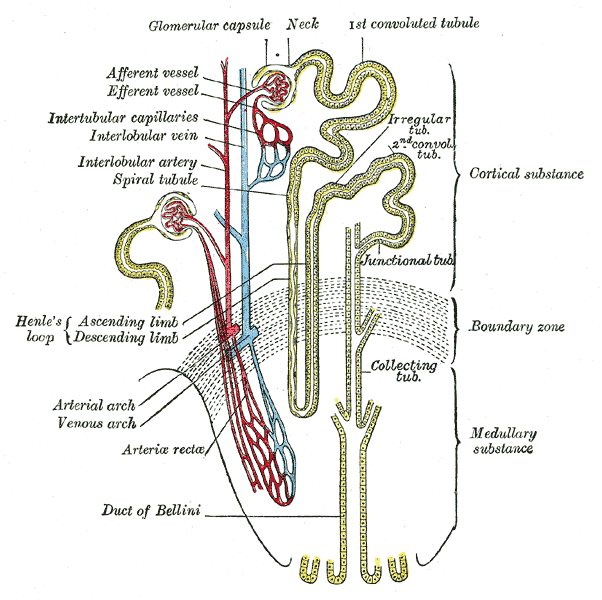
尿細管の模式図

輸入細動脈（ゆにゅうさいどうみゃく、Afferent arterioles）は、ネフロンの排泄機構に血液を供給する血管である。
輸入細動脈は腎臓に血液を供給する腎動脈から分枝した後、毛細血管に分枝して糸球体を形成する。

## 画像

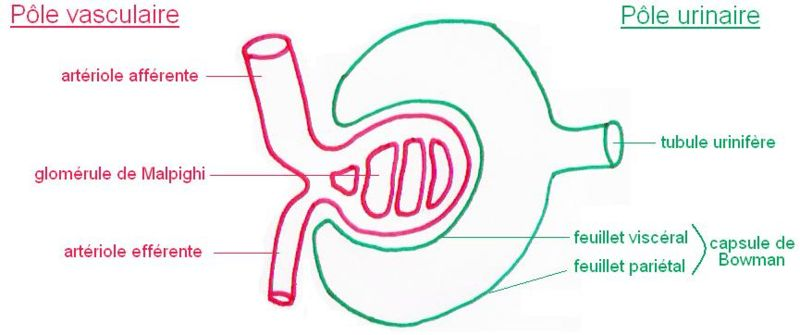
腎小体（マルピーギ小体）
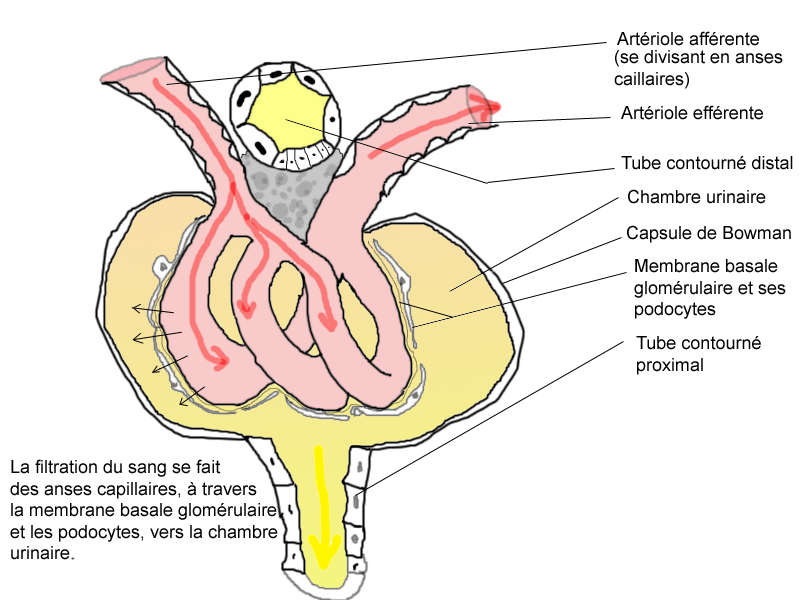
糸球体